# Turdus aurantius
Turdus aurantius е вид птица от семейство Turdidae.

## Разпространение
Видът е разпространен в Ямайка.